# دینگیه
دینگیه (به لاتین: Dinggyê) یک شهرک در جمهوری خلق چین است که در شهرستان دینگیه واقع شده‌است. دینگیه ۱٬۱۱۳ نفر جمعیت دارد.